# Брага Б
«Брага Б» (порт. SC Braga B, іноді також вживається назва «Спортінг Брага Б», порт. Sporting Clube de Braga B) — португальський футбольний клуб з Браги, фарм-клуб «Браги», заснований 1999 року. Гостей приймає на стадіоні 1-го травня.
Як резервна команда, клуб не може виступати в тому ж підрозділі, що і їх основна команда, і, таким чином, не мають права вийти у вищий дивізіон Португалії. Крім того, вони не можуть брати участь у інших національних турнірах, Кубку Португалії та Кубку Лізі. Окрім того у заявці команди має бути принаймні десять гравців, що перебували в академії «Браги» принаймні три сезони у віці від 15 до 21 року.

## Історія
Заснований 1999 року як фарм-клуб «Браги» і виступав до 2006 року у третьому за рівнем дивізіон Португалії, після чого був виключений з структури чемпіонатів Португалії. Причиною цього стало те, що з 2007 року став розігруватись окремий чемпіонат Португалії серед резервних команд і резервні команди втратили право брати участь у чемпіонаті.
2011 року турнір резервних команд було скасовано і в кінці сезону 2011/12 сім клубів вищого дивізіону Португалії, серед яких і «Брага», виявили бажання включити свої резервні команди до Сегунди, другого за рівнем дивізіону країни. В підсумку шість команд, серед яких і «Брага Б», отримали місце у Сегунді на сезон 2012/13, в результаті чого кількість команд у дивізіоні була збільшена з 16 до 22.

## Статистика
| Сезон   | II | ІІІ | О  | І  | В  | Н  | П  | ГЗ | ГП | +/- |  |
| 2017/18 | 16 |     | 44 | 38 | 10 | 14 | 14 | 44 | 48 | −4  |  |
| 2016/17 | 7  |     | 62 | 42 | 16 | 14 | 12 | 64 | 50 | +14 |  |
| 2015/16 | 15 |     | 57 | 46 | 15 | 12 | 19 | 47 | 54 | −7  |  |
| 2014/15 | 21 |     | 49 | 46 | 12 | 15 | 19 | 48 | 62 | −14 |  |
| 2013/14 | 20 |     | 44 | 42 | 12 | 8  | 22 | 47 | 60 | −13 |  |
| 2012/13 | 16 |     | 47 | 42 | 12 | 13 | 17 | 39 | 51 | −12 |  |
|         |    |     |    |    |    |    |    |    |    |     |  |
| 2005/06 |    | 9   | 34 | 26 | 9  | 7  | 10 | 24 | 23 | −1  |  |
| 2004/05 |    | 7   | 62 | 38 | 18 | 8  | 12 | 68 | 48 | +20 |  |
| 2003/04 |    | 6   | 52 | 36 | 15 | 7  | 14 | 49 | 48 | +1  |  |
| 2002/03 |    | 6   | 57 | 38 | 16 | 9  | 13 | 57 | 41 | +16 |  |
| 2001/02 |    | 8   | 51 | 38 | 13 | 12 | 13 | 46 | 46 | 0   |  |
| 2000/01 |    | 7   | 54 | 38 | 14 | 12 | 12 | 45 | 48 | −3  |  |
| 1999/00 |    | 11  | 43 | 34 | 11 | 10 | 13 | 40 | 46 | −6  |  |
|         |    |     |    |    |    |    |    |    |    |     |  |

## Відомі гравці
| - Едуарду - Емідіу Рафаел - Луїзінью - Марку Сілва - Нуну Фонсека | - Педру Кейруш - Майкл Курсія - Вільям Соареш - Нарсісс Ямеого | - Зе Луїш - Сісеру Семеду - Абіодун Агнбіаде - Ува Елдерсон Ечіеджіле |  |

## Головні тренери
| - Тоні Консейсао (1999—2001) - Антоніу Калдаш (2001 – жовтень 2005) - Мікаел Сікейра (жовтень 2005 — червень 2006) - Артур Жорже (травень 2012 — жовтень 2012) - Тоні Консейсао (жовтень 2012 — травень 2013) | - Жозе Альберту Кошта (червень 2013 — лютий 2014) - Бруну Перейра (лютий 2014 — червень 2014) - Фернанду Перейра (червень 2014 — лютий 2015) - Абел Феррейра (лютий 2015 — квітень 2017) - Жуан Арозу (квітень 2017–) |